# Пећинска црква Светих Петра и Павла у Рсовцима
Пећинска црква Светих Петра и Павла налази се поред села Рсовци на Старој планини у пећини брда Калик, 22 километара од Пирота. Подигнута је у 13. веку. Ова црква јединствена је у свету по томе што је у њој Исус Христ осликан ћелав. Под заштитом државе је као државно и културно добро од 1981. године.

## Опис
Ова црква је пећинска и испосничка и налази се на Старој планини у атару села Рсовци. Ова црква је по много чему јединствена, пре свега што је смештена у самој пећини, а друго је то што се на северном зиду овог светилишта налази фреска Исуса Христа, јединствена у хришћанству, познатија и под именом Исус Младенац. Занимљиво је то што је ту Исус осликан као млад и ћелав а на основу стила и боја може се рећи да фреска потиче из средине или друге половине 13. века. Верује се да је ова црква осликана када је у Лазареву Србију доспео велики број испосника из предела Синаја.
До ове испоснице се некада стизало веома тешко једва проходном стазом и са улагањем огромног напора. Реновирање ове приступне стазице финансирала је Светска туристичка агенција, јер је црква сврстана у историјске реткости. Пошто је цела црква у стени, у кани масив укљештена су врата а иконостас је од најобичнијих дрвених греда. Иако је проста изгледом, до дана данашњег ова испосница је остала духовни храм Старопланинаца али и многих ходочасника из света, који у лето долазе у Рсовце.

## Ћелави Исус
Драган Боснић, хроничар и мајстор фотографије, који је представио светињу ћелавог Исуса у светској јавности путем књиге „Чудесна Србија”, сведочи следеће:
„У малом храму, од свега педесетак квадрата, посвећеном Светом Петру и Павлу, свештенство и верници се моле испод фресака са ликом Исуса Христа Младенца, кога је локални зограф приказао без косе. "Ћелави Исус" је насликан у другој половини 13. века на северном зиду цркве. Приказан је, да чудо буде веће, у будистичкој одежди и у осмоугаоној мандорли или звезди.”
У свом даљем излагању, везано за фреску ћелавог Исуса, Драган Боснић додаје:
„Фреска Исус Христ Младенац је јединствена у српском фреско-сликарству а и у хришћанском свету. Нема прецизних података како је ова чудесна фреска настала, али се претпоставља да су је у време владавине кнеза Лазара осликали испосници са Синаја који су долазили у Србију. У то доба испоснице као храмови нису биле подложне епископским канонима, па се верује да лик Исуса нацртали на стени сами испосници из Пећинске цркве. Фреска данас лепотом привлачи велики број верника и туриста.”
Међу фреско-сликарима, једна група сматра да је лик младог "Ћелавог Исуса" дело сликара или групе сликара, који су били под утицајем разних праваца хришћанске религије. Тек након фотографисања фреске од стране Боснића, забележено је да је Христ ту веома млад човек, са буцмастим образима, плавим очима и божанским ореолом. Јасно се види на фресци да су му руке и груди голе јер носи огртач на себи. Исто тако не држи крст али има три подигнута прста што је знак крштења.